# 激しさは愛
『激しさは愛』（はげしさはあい）は、中村雅俊の楽曲で11枚目シングル。日本コロムビアから1979年11月1日に発売された。

## 概要
フジテレビ系「われら行動派!」主題歌として歌われた。

## 収録曲
両曲とも、作詞・作曲：円広志、編曲：瀬尾一三

### A面
1. 激しさは愛（4:22）
  - フジテレビ系「われら行動派!」主題歌

### B面
1. 旅人詩人（3:29）
  - フジテレビ系「われら行動派!」挿入歌